# Scrobipalpa peterseni
Scrobipalpa peterseni is een vlinder uit de familie tastermotten (Gelechiidae). De wetenschappelijke naam is voor het eerst geldig gepubliceerd in 1965 door Povolny.
De soort komt voor in Europa.